# Robert Plant
Robert Anthony Plant (West Bromwich, Staffordshire, 20. kolovoza 1948.), engleski je rock pjevač i skladatelj, najpoznatiji po svom djelovanju u rock sastavu Led Zeppelin i po svojoj uspješnoj solo karijeri. 2007. godine objavio je album Raising Sand zajedno s popularnom američkom pjevačicom i violinisticom Alison Krauss.
2008. godine časopis 'Rolling Stone' rangira Planta na #15 svog popisa "100 najboljih pjevača svih vremena". 31. prosinca 2008. godine od britanske Kraljice Elizabete II. dodijeljen mu je orden 'Commander of the Order of the British Empire', za njegove doprinose u glazbi. Početkom 2009. godine dobio je još jedno glazbeno priznanje od digitalne radio postaje 'Planet Rock', gdje je izabran za najboljeg rock pjevača svih vremena.

## Životopis

### Rano doba
Robert Plant je rođen 20. kolovoza 1948. godine u West Bromwichu, Staffordshire, od roditelja Roberta C. i Annie C. (Cain) Plant, a odrastao je u mjestu Halesowen (nekad Worcestershire, a sada u sklopu britanske pokrajine Metropolitan Borough of Dudley). Školu je napustio kao tinejdžer kada postaje veliki obožavatelj bluesa i rocka, slušajući uglavnom Elvisa Presleyja, Willia Dixona, Roberta Johnsona i najranije skladbe objavljene u tom žanru. Plant se također bavio raznim djelatnostima dok je pokušavao razviti svoju glazbenu karijeru, među kojima je bilo i izgradnja cestovnih putova. Nakon dva tjedna pohađanja, napustio je koledž GCE (General Certificate of Education), za dobivanje srednje razine kako bi postao dio Midlands blues scene. "Od kuće sam otišao sa 16 godina i svoje glazbeno iskustvo stjecao sam od sastava do sastava, unapređujući znanje u bluesu i drugim žanrovima, koje je dobilo na težini i bilo je vrijedno slušanja.".
Plantov rani blues uključuje glazbenike poput Roberta Johnsona, Bukka Whitea, Skipa Jamesa, Jerryja Millera i Sleepyja Johna Estesa. Za diskografsku kuću CBS Records objavljuje tri singla koja su prošla nezamijećeno, dok u isto vrijeme nastupa s raznim blues sastavima uključujući i 'The Crawling King Snakes', preko kojeg se upoznao s bubnjarom Johnom Bonhamom. Obojica su svirala u sastavu 'Band of Joy', spajajući blues s novim psihodeličnim stilovima. Iako u svojoj ranoj glazbenoj karijeri nije imao komercijalnog uspjeha, brzo se pročuo kao "mladić s moćnim glasom".

## Led Zeppelin

### Rano doba
1968. godine gitarista Jimmy Page tražio je pjevača za svoj novi sastav. Nakon što ga je odbio Terry Reid, kome se obratio u noćnom klubu, upoznaje Planta koji je tamo pjevao sa svojim sastavom. Plant i Page odmah su shvatili da dijele istu glazbenu strast i vrlo brzo su započeli svoju uspješnu suradnju iako Plant nije bio potpisan kao tekstopisac na njihovom prvom albumu, navodno radi ugovora s izdavačkom kućom CBS. Plant je u sastav sa sobom doveo bubnjara Johna Bonhama i pridružio im se multiistrumentalist John Paul Jones, koji je prethodno radio s Jimmyjem Pageom kao studijski glazbenik.
Prvo su se zvali 'New Yardbirds', ali vrlo brzo mijenjaju ime i 1968. godine nastaje Led Zeppelin. Njihov prvi album Led Zeppelin, dospio je na vrh top ljestvica i smatra se katalizatorom heavy metal žanra. Plant je komentirao da nije pošteno da ljudi misle da je sastav Led Zeppelin heavy metal skupina, pošto je skoro trećina njihove glazbe bila akustična.
Plantov glas i tehnika pjevanja bili su vrlo neobični u usporedbi s ostalim vokalima iz tog vremena kao što su John Lennon, Mick Jagger i ostali, a ove osobine su mu pomogle da definira jedinstveni zvuk Led Zeppelina i stil pjevanja u grupama s hard rock i heavy metal predznakom.

### Kasnije doba
Robert Plant i njegova supruga Maureen (1968. – 1983.), 1975. godine doživjeli su tešku prometnu nesreću, koja se dogodila u Grčkoj. Plant je imao slomljen zglob na nozi, dok je njegova supruga zadobila teške tjelesne povrede i hitno je vraćena u London gdje joj je život spašen transfuzijom krvi. Ovo je značajno utjecalo na produkciju njihovog sedmog albuma Presence. Dok se Plant oporavljao od povrede, u nemogućnosti da krenu na turneju, sastav se vratio u studio i snima materijal za album, koji je kasnio s objavljivanjem sedam mjeseci.
U srpnju 1977. njegov najstariji sin Karac umire od infekcije želuca dok je Plant bio angažiran s Led Zeppelinom na koncertnoj turneji po Sjedinjenim Državama. Ostatak turneje trenutno je otkazan. Plant je mjesecima bio povučen u svojoj kući u Midlandsu i njegova daljnja glazbena karijera bila je upitna. Karacova smrt kasnije ga je inspirirala da napiše skladbu "All My Love", koju je posvetio preminulom sinu, a nalazi se na albumu In Through the Out Door, iz 1979. godine.
Ovi događaji su imali veliki utjecaj na Planta i predstavljaju prekretnicu u Led Zeppelinovoj glazbi. Album In Through the Out Door sniman je u Polar Studiju pop sastava ABBA u produkciji Johna Paula Jonesa i ima više progresivni zvuk i manje hard rock skladbi po čemu je sastav bio poznat. U kolovozu 1979. godine, Led Zeppelin otvara festival u Knebworthu, gdje ih je posjetilo preko 120.000 obožavatelja i koji su bili svjedoci povratka Led Zeppelina. Ipak, Plant nije bio suglasan da krene na cijelu turneju, čak je i razmišljao da napusti sastav, međutim Peter Grant ga uspijeva nagovoriti da ostane. Europsku turneju završavaju 7. srpnja koncertom u Berlinu. Plantov raspoloženje je poraslo tijekom turneje, pa su planovi bili da se u jesen krene na veliku američku turneju i prikupi materijal za snimanje uživo albuma.

### Tekstovi
Plantovi tekstovi su često tajanstveni, filozofski i duhovni, koji aludiraju na događaje iz klasične ili Nordijske mitologije, poput skladbe "No Quarter", koja se odnosi na boga Thora i "Immigrant Song", koja se odnosi na Valhalu i vikinška osvajanja. Drugi primjer je skladba "The Rain Song", koja sadrži nagovijesti raznih paganskih rituala. Ovi tekstovi su doveli do popularnosti vezivanja Led Zeppelina i njihovog posebnog rock žanra s paganskom mitologijom.
Plant je također bio pod velikim utjecajem J. R. R. Tolkiena, čije su knjige bile inspiracija za napisane stihove u nekim ranim skladbama Led Zeppelina. Neke od najpoznatijih su kompozicije "Battle of Evermore", "Misty Mountain Hop" i "Ramble On", kojima je izvor Tolkienov Gospodar prstenova. Plant je isto tako također ponekad koristio više otvorenije blues tekstove koji su se bavili prvenstveno sa seksom, drogama i nasiljem, kao što su skladbe "Dazed and Confused", "The Lemon Song", "Trampled Under Foot" i "Black Dog".
Welshka mitologija bila je osnovna za Plantove mistične tekstove. On je odrastao uz Welshku granicu i često bi preko ljeta putovao u Snowdoniu. 1973. godine Plant je u Welshu kupio farmu, te počeo proučavati mitologiju te zemlje (kao što je 'Black Book of Carmarthen', 'Book of Taliesin', i ostalo). Plantov prvi sin, Karac, ime je dobio po welshkom ratniku Caratacusu. Skladbe "Misty Mountain Hop", "That's the Way" i rana verzija "Stairway to Heaven", napisane su u Welshu gdje Plant u tekstovima ima mističan pogled na zemlju. Kritičar Steve Turner sugerira kako je Plantovo iskustvo u Welshu služilo kao temelj za njegov daljnji interes o široj mitologiji u tekstovima (uključujući i Tolkiena i staronordijske).
Strast za raznovrsnim glazbenim iskustvima su natjerali Planta da istražuje Afriku, posebno Maroko, što je najočiglednije u klasičnoj skladbi "Kashmir". I Plant i Jimmy Page su se vratili ovim utjecajima tijekom njihovog zajedničkog albuma No Quarter: Jimmy Page and Robert Plant Unledded iz 1994. godine. U svojoj solo karijeri, Plant se ponovno vratio ovim utjecajima, a to je najočiglednije na albumu Dreamland iz 2002. godine.
Jedno od Plantovih najznačajnijih i najutjecajnijih djela sa sastavom Led Zeppelin je bio njegov doprinos u skladbi "Stairway to Heaven", epskoj rock baladi koja se nalazi na albumu Led Zeppelin IV, a koja između ostalih žanrova koristi elemente folka, bluesa, keltske tradicionalne glazbe i hard rocka. Većinu stihova skladbe, Plant je spontano napisao 1970. godine u bivšem sirotištu 'Headley Grange'. Iako nikada nije izdana kao singl, skladba se popela na vrh top ljestvica kao najbolja pjesma svih vremena na različitim izborima širom svijeta. Neki obožavatelji tvrde da je Plant imao bolje predstave u drugim epskim baladama Led Zeppelina kao što su "Kashmir" ili "Achilles Last Stand". Međutim, sve ove skladbe su postale usko povezane s albumima na kojima su se nalazile.
Plant je također prihvaćen zbog svojih improvizacija na koncertima Led Zeppelina, često pjevajući stihove koji se ranije nisu čuli na studijskim snimkama. Jedan od najčuvenijih glazbenih uradaka Led Zeppelina je sadržavalo Plantovo glasovno oponašanje gitarskih efekata Jimmyja Pagea. To se može čuti u skladbama "How Many More Times", "Dazed and Confused", "You Shook Me" i "Sick Again". Također je poznat po svom dobrom raspoloženju i duhovitosti na sceni, koje se često nazivalo "plantations".

### Osoba na sceni
Plant je uživao veliki glazbeni uspjeh s Led Zeppelinom tijekom 1970-ih i razvio je snažnu sliku karizmatičnog rock and roll pjevača kao što je Roger Daltrey iz sastava The Who i pokojni Jim Morrison iz Doorsa. Sa svojom dugom plavom kovrčavom kosom i nastupima s golim grudima, Plant je uspio možda više nego bilo koji drugi izvođači da stvori lik "boga rocka". Plant je bio posebno aktivan na koncertima, često plešući, skakajući, pucketajući prstima, pljeskajući, radeći nagle pokrete ili zanoseći glavu unazad ili stavljajući ruke na kukova kako bi naglasio stih. Kako su 1970-te napredovale, Plant je, zajedno s ostalim članovima Led Zeppelina, počeo nosi izrazito kričavu i šarenu odjeću i nakit.

## Solo karijera
Nakon raspuštanja Led Zeppelina 1980. godine (zbog iznenadne smrti bubnjara Johna Bonhama), Plant je nastavio uspješnu solo karijeru sa svojim prvim albumom Pictures at Eleven iz 1982. godine i nastavio 1983. godine s albumom The Principle of Moments. Popularne skladbe iz ovog razdoblja su "Big Log" (koja je dospjela među top 20 hitova 1983.), "In the mood" (1984.), "Little by Little" (1985.), "Tall Cool One" (1988.) i "I believe" (1993.), još jedna skladba posvećena njegovom preminulom sinu Karacu. Plant je 1984. godine s Jimmyjem Pageom i Jeffom Beckom osnovao kratkotrajnu skupinu pod nazivom 'The Honidipers', koja je imala uspješnicu #3 te godine s obradom skladbe Phila Phillipsa "Sea of Love", uz manji hit "Rockin 'at Midnight". Plant je u ovom razdoblju izbjegavao da izvode skladbe Led Zeppelina.
Tijekom 1980-ih i 1990-ih, Plant je zajedno s klavijaturistom i tekstopiscem Philom Johnstonom napisao solo albume Now and Zen, Manic Nirvana i Fate of Nations (kojeg obilježavaju irska pjevačica Moya Brennan i sastav Clannad). Johnstone je nagovorio Planta da izvodi skladbe Led Zeppelina na svojim nastupima, pošto Plant nije želio da bude zauvijek zapamćen kao "bivši pjevač Led Zeppelina". Plant je surađivao s Jimmyjem Pageom na njegovom solo projektu Outrider. Kasnije je također ostvario suradnju s Pageom na albumu Walking into Clarksdale iz 1998. godine, na kojem se nalazi sav originalni materijal ovog dvojca. Krajem 1999. godine Plant je nastupao u nekoliko malih dvorana sa svojim folk-rock sastavom 'Prajori of Brian'.
1998. godine Plant se pojavljuje kao član Led Zeppelina i solo izvođač na koncertu povodom obilježavanja 40 godina od osnutka diskografske kuće Atlantic Records. 2001. godine Plant se pojavljuje na albumu Volume 3: Further in Time, sastava Afro Celt Sound System. Skladbu "Life Begin Again" izvodi u duetu zajedno s Welshkom folk pjevačicom Juliom Murphy, naglašavajući Plantov interes prema Welshkoj kulturi.
2002. godine sa svojom novoosnovanom skupinom 'Strange Sensation', objavljuje album Dreamland, na kojemu se nalaze odlično prihvaćene blues i folk skladbe. Nasuprot ovom materijalu s čestim relativno mračnim obradama, drugi album sa sastavom Strange Sensation, Mighty ReArranger je sadržavao nove, izvorne skladbe. Oba albuma su dobila jedne od najboljih kritika u Plantovoj solo karijeri i četiri nominacije za nagradu Grammy, dvije 2003. i dvije 2006. godine.
Kao bivši član sastava Led Zeppelina zajedno s Jimmyjem Pageom i Johnom Paulom Jonesom, Plant je dobio Grammya za životno djelo i nagradu 'Polar Music Prize' 2005. godine. Plant je vrlo aktivan i često odlazi na glazbene turneje. 2005 na 2006. održava turneju po Sjedinjenim Državama i Europi. Led Zeppelin se ponovo okupio na koncertu u Londonu krajem 2007. u čast na pokojnog menadžera skupine.

### Zajedno s Alison Krauss
Od 2007. godine Plant nastupa i snima s američkom pjevačicom i bluegrass zvijezdom Alison Krauss. 23. listopada 2007. objavljuju duet album Raising Sand, kojeg izdaje diskografska kuća Rounder Records. Album je snimljen u Nashvilleu i Los Angelesu, a producent je bio T-Bone Burnett i uključuje poznate materijale manjih R&B, blues, folk i country skladatelja od kojih su neki Mel Tillis, Townes Van Zandt, Gene Clark, Tom Waits, Doc Watson, Little Milton Campbell i the Everly Brothers. Skladba "Gone Gone Gone (Done Moved On)" koja se nalazi na albumu Raising Sand, osvojila je Grammya u kategoriji za najbolji vokalni duet u 2008. godini. Album je dobio odlične kritike i postigao je veliki komercijalni uspjeh i platinastu nakladu 4. ožujka 2008. godine.
Plant i Krauss u travnju 2008. godine počinju s velikom glazbenom turnejom po Sjedinjenim Državama i Europi, na kojoj sviraju skladbe s albuma Raising Sand i ostalu američku glazbu kao i obrade Led Zeppelinovih melodija. Album je bio nominiran za 'Mercury Prize' u srpnju 2008. godine. Također u 2008. godini Plant izvodi bluegrass glazbu na New Orleans Jazz & Heritage festivalu i Bonnaroo Music & Arts festivalu. On se pojavljuje kao gost iznenađenje tijekom trajanja Fairport konvencije održane 2008. godine na Cropredy festivalu, gdje je izveo Led Zeppelinovu skladbu "The Battle of Evermore" zajedno s Kristinom Donahue u čast SAndyju Dennyju.

## Nasljedstvo i nagrade
Robert Plant je postao jedan od najznačajnijih rock pjevača u tom žanru i njegov stil imao je utjecaj na mnoge suvremene glazbenike, uključujući i Ann Wilson, Sammya Hagara, Roba Halforda, a kasnije i na rock vokale poput Jeffa Buckleya.
2003. godine Rolling Stone časopis stavlja Planta na #15 svoga popisa 100 najboljih pjevača za sva vremena.
31. prosinca 2008. godine od britanska Kraljica Elizabeta II. dodijelila mu je orden 'Commander of the Order of the British Empire', za njegove glazbene doprinose.
Početkom 2009. godine dobio je glazbeno priznanje od digitalne radio postaje 'Planet Rock', gdje je izabran za najboljeg rock pjevača svih vremena.

## Vanjske poveznice
- Službene stranice Roberta Planta
- Službene stranice sastava Led Zeppelin